# Central European Football League
Central European Football League (CEFL) je liga američkog nogometa u kojoj nastupaju klubovi iz Austrije, Bosne i Hercegovine, Hrvatske, Mađarske, Slovenije i Srbije. U prošlosti su nastupali i klubbovi iz Slovačke i Turske. 

Liga je osnovana 2006. godine pod nazivom Southeastern European League of American Football (SELAF), a od 2008. godine nosi sadašnji naziv, uz povremene dodatke sponzora. 

Završni susret lige, koji odlučuje prvaka se naziva CEFL Bowl (u sezonama 2006. i 2007. SELAF Bowl). 

U sezoni 2016. u ligi sudjeluje 12 klubova iz šest država.

## Sudionici

### Sudionici 2016.
- Projekt Spielberg‎ Graz Giants - Graz
- Cineplexx Blue Devils - Hohenems
- Sarajevo Spartans - Sarajevo
- Zagreb Patriots - Zagreb
- Budapest Cowbells - Budimpešta (igrali i kao Budapest Cowboys)
- Domžale Tigers - Domžale
- Kranj Alp Devils - Kranj
- Ljubljana Silverhawks - Ljubljana
- SBB Vukovi - Beograd (poznati i kao Belgrade Vukovi)
- Inđija Indians - Inđija
- Niš Imperatori - Niš
- Novi Sad Dukes - Novi Sad

### Bivši sudionici
- CNC Gladiators - Stegersbach
- Zagreb Thunder - Zagreb
- Docler Wolves - Budimpešta (poznati i kao Budapest Wolves)
- Bratislava Monarchs - Bratislava
- Kragujevac Wild Boars - Kragujevac
- Sirmium Legionaries - Srijemska Mitrovica
- Istanbul Cavaliers - Istanbul

## Dosadašnje završnice
| sezona     | pobjednik                     | rezultat   | finalist                 |
| SELAF Bowl | SELAF Bowl                    | SELAF Bowl | SELAF Bowl               |
| ---------- | ----------------------------- | ---------- | ------------------------ |
| 2006.      | Kragujevac Wild Boars         | 23:12      | Belgrade Vukovi          |
| 2007.      | Belgrade Vukovi               | 28:17      | Budapest Wolves          |
| CEFL Bowl  |                               |            |                          |
| 2008.      | CNC Gladiators                | 14:8       | Belgrade Vukovi          |
| 2009.      | Belgrade Vukovi               | 39:20      | Cineplexx Blue Devils    |
| 2010.      | Belgrade Vukovi               | 42:20      | Ljubljana Silverhawks    |
| 2011.      | Belgrade Vukovi               | 34:33      | Budapest Wolves          |
| 2012.      | Ljubljana Silverhawks         | 34:21      | Belgrade Vukovi          |
| 2013.      | Belgrade Vukovi               | 42:0       | Kragujevac Wild Boars    |
| 2014.      | Belgrade Vukovi               | 21:17      | Ljubljana Silverhawks    |
| 2015.      | Novi Sad Dukes                | 25:23      | Belgrade Vukovi          |
| 2016.      | Projekt Spielberg‎ Graz Giants | 52:49      | SBB Vukovi Beograd       |
| 2017.      | Swarco Raiders Tirol          | 55:20      | Kragujevac Wild Boars    |
| 2018.      | Swarco Raiders Tirol          | 49:20      | Koç Rams Istanbul        |
| 2019.      | Swarco Raiders Tirol          | 46:42      | Calanda Broncos          |
| 2021.      | Schwäbisch Hall Unicorns      | 46:42      | Swarco Raiders Tirol     |
| 2022.      | Schwäbisch Hall Unicorns      | 42:17      | Panthers Parma           |
| 2023.      | Flash de La Courneuve         | 26:21      | Black Panthers de Thonon |
| 2024.      | Danube Dragons                | 27:14      | Calanda Broncos          |

## Poveznice i izvori
- službene stranice
- službene stranice, arhiva
- CEFL na football-aktuell.de
- Warriors Bologna, arhiva europskih liga
- BIG6 European Football League
- European Football League
- Football League of Europe
- NFL Europa
- IFAF Europe Champions League
- Alpe Adria Football League
- German Football League

1. ↑   (engl.) americanfootballinternational.com, CEFL Expands To 12 Teams For Its Second Decade of Play, pristupljeno 16. srpnja 2016.